# Adolf Hamilton (1882–1919)
Adolf Ludvig Knut Hamilton, född 30 oktober 1882 i Stockholm, död 22 februari 1919 i Stockholm, var en svensk greve och militär.
Adolf Hamilton var kapten i Svea artilleriregementes reserv. I februari 1918 for han över till Finland och blev ledare för Artilleriskolan i Jakobstad. Han befordrades till överste i finländska armén. Hamilton anses vara skaparen av finländska artilleriet. Han erhöll frihetskorset av andra, tredje och fjärde klassen. 
Han var son till Hugo Hamilton, gift med grevinnan Ebba Maria Augusta Mörner af Morlanda, dotter till professor Karl Mörner. Han var vidare morbror till Olof Lagercrantz. 
Han är begravd på Karbennings kyrkogård, öster om Fagersta i Västmanland.